# Castillon-en-Couserans
Castillon-en-Couserans település Franciaországban, Ariège megyében. Lakosainak száma 433 fő (2022. január 1.). Castillon-en-Couserans Arrien-en-Bethmale, Audressein, Bordes-Uchentein, Cescau, Engomer és Moulis községekkel határos.

## Népesség
A település népességének változása:
| Lakosok száma | 475  | 373  | 424  | 399  | 423  | 410  | 400  | 399  | 412  | 433  |
|               | 1968 | 1982 | 1999 | 2006 | 2011 | 2015 | 2017 | 2018 | 2020 | 2022 |